# Parcul Național Ukkusiksalik
Parcul Național Ukkusiksalik a fost declarat la data de 23 august 2003 ca al patrulea parc național al teritoriului Nunavut din Canada. El se întinde la sud în apropiere de Cercul polar ca și de așezarea Repulse Bay situată pe malul Golfului Hudson. La vest se întinde peste țara Barents până la izvoarele fluviului Brown, ocupând în total o suprafață de 20.000 km2. Parcul Național Ukkusiksalik este cel mai mic parc din Nunavut, însă este pe locul șase ca mărime din cele 40 de parcuri naționale din Canada. Numele parcului provine de la mineralul steatit, Ukkusiksalik înseamnă "locul unde se află materialul pentru oala de piatră".